# Nemeske megállóhely
Nemeske megállóhely egy Baranya vármegyei vasúti megállóhely Nemeske községben, a helyi önkormányzat üzemeltetésében. A belterület északi széle közelében helyezkedik el, a 6-os főúttól (Görösgal településrésztől) a község központjába vezető 58 109-es számú mellékút vasúti keresztezésének keleti oldalán.

## Vasútvonalak
A megállóhelyet az alábbi vasútvonalak érintik:
- Murakeresztúr–Szentlőrinc-vasútvonal

## Kapcsolódó állomások
A megállóhelyhez az alábbi állomások vannak a legközelebb:
- Kisdobsza megállóhely (Murakeresztúr–Szentlőrinc-vasútvonal)
- Molvány megállóhely (Murakeresztúr–Szentlőrinc-vasútvonal)

## Forgalom
| Járat        | Útvonal | Gyakoriság   |
| ------------ | --- | ------------ |
| személyvonat | Barcs – Barcs felső – Középrigóc – Darány – Kisdobsza – Nemeske – Molvány – Szigetvár – Nagypeterd – Szentdénes – Szentlőrinc – Bicsérd – Mecsekalja-Cserkút – Pécs | Napi 4-7 pár |
| személyvonat | Nagykanizsa – Murakeresztúr – Őrtilos – Zákány – Gyékényes – Berzence – Somogyudvarhely – Bélavár – Vízvár – Babócsa – Péterhida-Komlósd – Barcs – Barcs felső – Középrigóc – Darány – Kisdobsza – Nemeske – Molvány – Szigetvár – Nagypeterd – Szentdénes – Szentlőrinc – Bicsérd – Mecsekalja-Cserkút – Pécs | Napi 1-2 pár |